# Barry Nolan
Pour les articles homonymes, voir Nolan.
Barry Nolan est un acteur et producteur américain né le 17 juin 1947.

## Biographie
Barry Nolan est originaire d'Alexandria, Virginie et fréquente l'Université du Tennessee. Il se marie à Deborah Reed en 1981. Ils ont trois enfants ensemble : Christian, Delaney et Alexander. Ils se séparent en 1991 et divorcent en 2002. Il se marie à Garland Waller en 2004 et vit à Newton (Massachusetts).

## Filmographie

### Comme acteur
- 1987 : Tender Places (TV) : Paul
- 1989 : Détectives en folie (Second Sight) : Reporter #3
- 1994 : En avant, les recrues ! (In the Army Now) : Stu Krieger
- 1995 : La Traque (Number One Fan) de Jane Simpson : Lieutenant / Interrogator
- 1996 : Humanoïde - terreur abyssale (Humanoids from the Deep) (TV) : Male Reporter #1
- 1996 : Birdcage (The Birdcage) : TV Reporter
- 1997 : Voici Wally Sparks (en) (Meet Wally Sparks) de Peter Baldwin : Reporter #1
- 1998 : La Dernière Preuve (Shadow of Doubt) : Reporter #6
- 1998 : Le Couloir de la mort (A Letter from Death Row) : Maintenance Man #1
- 2003 : Nitebeat (série TV) : Studio Host

### Comme producteur
- 2003 : Nitebeat (série TV)
- 2004 : Backstage with Barry Nolan (série TV)